# A Kono bidzsucubu ni va mondai ga aru! epizódjainak listája
Ez a lista a Kono bidzsucubu ni va mondai ga aru! című animesorozat epizódjainak felsorolását tartalmazza. Az animeadaptációt a Feel készítette és 2016. július 7-e óta sugározzák Japánban. A rendező Oikava Kei, segítségére volt még Arakava Naruhisza, míg a zenét Gin szerezte.

## Epizódlista
| #  | Epizód címe | Első japán sugárzás  |
| -- | --- | -------------------- |
| 1  | These People Have Problems (問題がある人たち) Goodbye, Uchimaki-kun (さよなら内巻くん)                                                                      | 2016. július 7.      |
| 2  | The Murder Case of Art Club's President (美術部部長殺人事件) Good Child Poor Child Lost Child (良い子悪い子迷子の子) Love Letter Panic (ラブレターパニック) | 2016. július 14.     |
| 3  | Where's the Thing You're Looking For? (さがしものはどこへいった) Short Bob (ショートボブ) Indirect Kiss (缶接キッス)                                        | 2016. július 21.     |
| 4  | Welcome to the Art Club (美術部へようこそ) Colette's Walk (コレさんぽ) Little by Little, Bit by Bit (少しずつ、ちょっとずつ)                                | 2016. július 28.     |
| 5  | Mistake Train (勘違いトレイン) Doves, Mermaids and Pool Cleaning (ハトと人魚とプール掃除)                                                                   | 2016. augusztus 4.   |
| 6  | The Mysterious Cute Transfer Girl (謎の美少女転校生) A Curious Couple (気になる2人)                                                                         | 2016. augusztus 11.  |
| 7  | Our First Joint Task...? (はじめての共同作業...?) Master Imari (マスター伊万莉)                                                                             | 2016. augusztus 18.  |
| 8  | The Secret Room (秘密の部屋) Let's Have a Treasure Hunt (れっつとれじゃーはんと)                                                                            | 2016. augusztus 25.  |
| 9  | Find the Grimoire! (魔導書を追え!) The Challenger Returns (挑戦者ふたたび) Moe Stroll (もえさんぽ)                                                          | 2016. szeptember 1.  |
| 10 | Nostalgic Turquoise Blue (思い出のターコイズブルー) Usami Cram School (宇佐美塾) Buster Kaori (バスターかおり)                                              | 2016. szeptember 8.  |
| 11 | Unity! Empty Cans! Cultural Festival! (団結! 空き缶! 文化祭!)                                                                                               | 2016. szeptember 15. |
| 12 | From Now On (これからさきも) | 2016. szeptember 22. |

## Dalok
Az anime nyitódala a Starting Now!, melyet Mizuki Nana énekel, az epizódok végén hallható Koiszuru zukei (cubic futurismo) című számot pedig Ueszaka Szumire énekli.
Nyitódal
Starting Now! - előadó: Mizuki Nana
Záródal
Koiszuru zukei (cubic futurismo)  - előadó: Ueszaka Szumire
Betétdal
Aozora Canvas - előadó: Ari Ozawa, Ueszaka és Mizuki

## Fordítás
Ez a szócikk részben vagy egészben  a   This Art Club Has a Problem! című angol Wikipédia-szócikk ezen változatának fordításán alapul.  Az eredeti cikk szerkesztőit annak laptörténete sorolja fel. Ez a jelzés csupán a megfogalmazás eredetét és a szerzői jogokat jelzi, nem szolgál a cikkben szereplő információk forrásmegjelöléseként.